# Коричневоспинный тукан
Коричневоспинный тукан (лат. Ramphastos swainsonii) — птица из семейства тукановых. Видовой эпитет дан в честь английского орнитолога Уильяма Свенсона (1789—1855). В настоящее время считается подвидом Ramphastos ambiguus.

## Описание
Коричневоспинный тукан достигает длины до 56 см. Самки немного меньше самцов, их длина составляет примерно 52 см. Вес самок составляет 580 г, самцы весят примерно 750 г.
Оперение птиц, похожее на оперение радужного тукана, большей частью чёрное. От груди до глаз тянется жёлтое пятно, обрамлённое на груди красной полосой. Чёрные глаза имеют зелёную окантовку. Ноги синие. Клюв длиной от 15 до 20 см, двухцветный. На надклювье имеется жёлтая полоса, начинающаяся от лба и становящаяся шире к концу. Подклювье каштанового цвета.

## Распространение
Коричневоспинный тукан распространён в Центральной и Южной Америке. Область распространения простирается от Гондураса до Венесуэлы, Колумбии и Эквадора. Птицы обитают в густых лесах.

## Образ жизни
Как и другие тукановые коричневоспинный тукан также гнездится в дуплах деревьев, которые были раньше выдолблены дятлами. Период гнездования длится примерно 18 дней, молодые птицы начинают питаться самостоятельно в возрасте 9-и недель. Продолжительность жизни птиц может составлять свыше 20 лет.
Птицы встречаются небольшими группами. Питание состоит из плодов, а также мелких рептилий и насекомых.

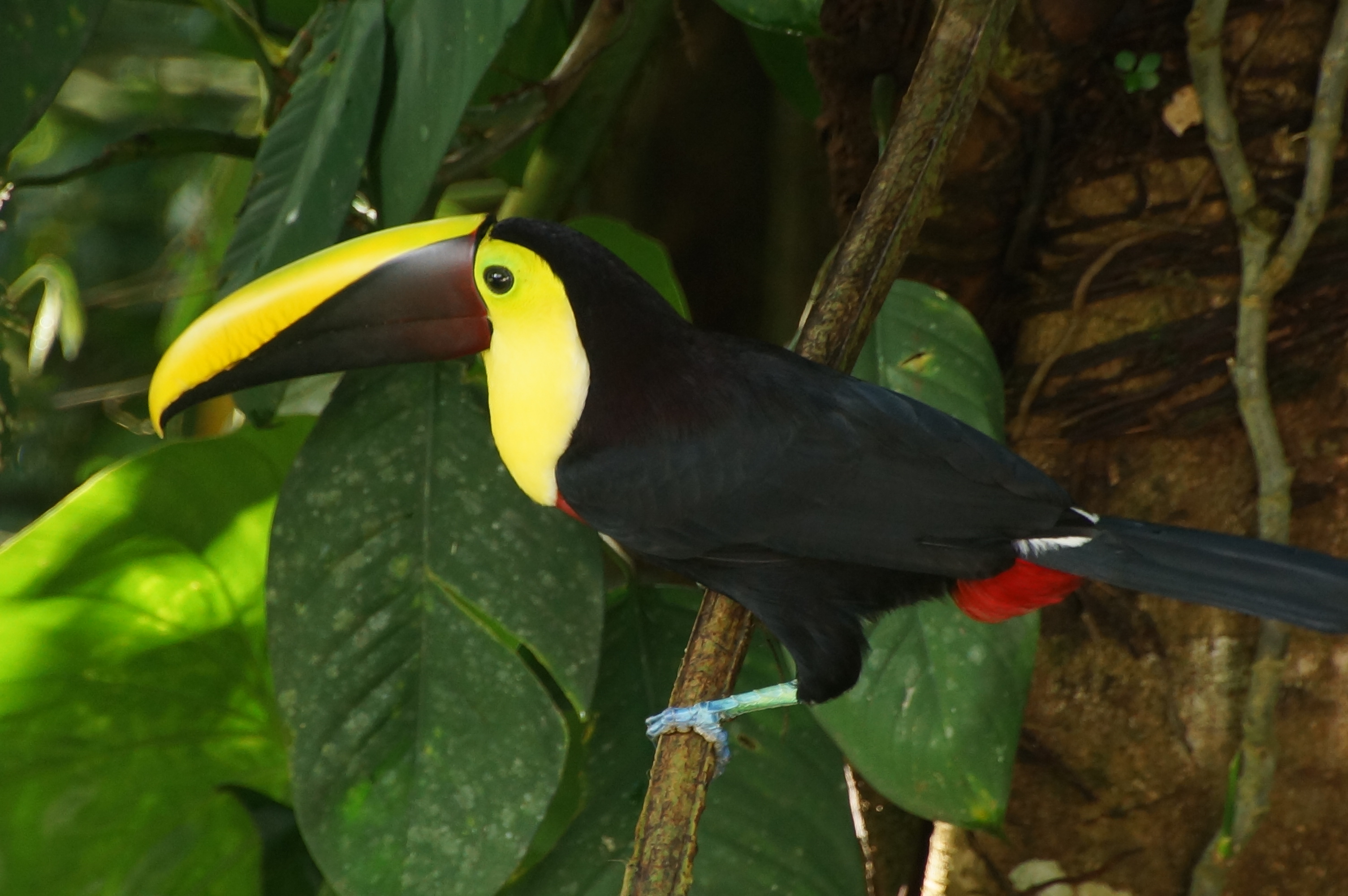
Коричневоспинный тукан в лесу Коста-Рики